# Фергюсон, Нейтан
Нейтан Кирк-Патрик Фергюсон (англ. Nathan Kirk-Patrick Ferguson; род. 6 октября 2000, Бирмингем, Западный Мидленд) — английский футболист, полузащитник.

## Клубная карьера

### «Вест Бромвич Альбион»
С 8 лет выступал в академии клуба «Вест Бромвич Альбион». 21 декабря 2017 года Нейтан подписал первый профессиональный контракт с клубом до лета 2020 года.
3 августа 2019 года в матче против «Ноттингем Форест» Фергюсон дебютировал в составе «дроздов». Летом 2020 года отклонил предложение о новом контракте, покинув клуб в статусе свободного агента.

### «Кристал Пэлас»
21 июля 2020 года стал игроком «Кристал Пэлас», подписав трёхлетний контракт. Присоединившись к «Пэлас» в июле, Фергюсон получил травму колена, а в декабре того же года последовал ушиб бедра.
После длительного отсутствия из-за травмы, Фергюсон дебютировал за «орлов» 26 декабря 2021 года в матче против «Тоттенхэм Хотспур», заменив Тайрика Митчелла. 28 декабря 2021 года в поединке против «Норвич Сити» и 14 января 2022 года в матче против «Брайтон энд Хоув Альбион» попадал в заявку.

## Международная карьера
Родился в Англии, имеет ямайские корни. В мае 2018 года был вызван в состав Англии (до 18), для участи в Кубке Панды. В июле 2018 года вошёл в состав молодёжной сборной Англии на юношеский чемпионат Европы 2018 года.
9 сентября 2019 года в матче против Швейцарии, Фергюсон дебютировал за Англию (до 20).